# シャルバート
シャルバートは、テレビアニメ『宇宙戦艦ヤマトIII』に登場する架空の惑星。

## 概要
シャルバート星は、地球に類似した環境を持つ惑星である。女王マザー＝シャルバートのもと、長老を介した絶対平和主義の思想下で無抵抗主義により統治されており、人々の心の支えとなるマザー＝シャルバート信仰の中心に位置している。

## 劇中での描写
太古の昔、優れた科学力と武力で銀河系を支配していた星間国家であったが、武力による支配では真の平和が訪れないと、銀河系の支配を放棄して歴史から姿を消したうえ、異次元空間の結界によりその存在を隠していたため、その存在は歴史上の伝説に近い存在となっていた。しかし、ボラー連邦による恐怖政治がもたらす長期の圧政や、ボラー連邦とガルマン・ガミラス帝国による戦乱に苦しむ人々は、過去に強力な力を持っていたシャルバートに救いを求め、歴代の女王マザー＝シャルバートとともにシャルバート信仰を生み出すことになる。
この信仰は、独裁国家であるボラー連邦やガルマン・ガミラス帝国にとって、体制を揺るがす潜在的脅威であった。また、伝説の超科学力と軍事力は脅威であると同時に魅力であり、両陣営ともにその存在を探索していた。その科学力の高さは、シャルバート王家の谷に封印された超兵器群を実見したヤマトの技師長兼副長の真田志郎をして「説明できない」ほど高度であり、ガルマン・ガミラス帝国でも不可能であった太陽制御を可能にするハイドロコスモジェン砲を生み出すほどであった。
第24話で、ヤマトはルダ王女の導きにより結界を抜けてシャルバートに着陸するが、ヤマトを追ってデスラー直卒のガルマン・ガミラス艦隊とゴルサコフ率いるボラー艦隊が襲来する。ゴルサコフ艦隊がヤマト・シャルバート・デスラー艦隊の三者に無差別攻撃をかけたことでシャルバートは戦場と化すが、それでもなおシャルバート人たちの無抵抗主義は揺るがず、彼らは筋を曲げて戦って生きのびるより筋を通して死し、シャルバートの名と無抵抗主義を銀河に残すことを選んだのだった。
そして戦いに勝利し、ハイドロコスモジェン砲を受領した古代進にシャルバート星の状況を説明されたうえで「侵略するかね」と尋ねられたデスラーは、「丸腰の者を攻めたりはしない」とヤマトの太陽制御成功を祈って立ち去った。

## 主要人物一覧
- マザー＝シャルバート - 女王
- ルダ - 王女
- 長老

## 兵器及び関連技術
- ハイドロコスモジェン砲
- ハイペロン爆弾